# Europese kampioenschappen schoonspringen 2018
Het schoonspringen tijdens de Europese kampioenschappen zwemsporten 2018 vindt plaats van 6 tot en met 12 augustus in het Royal Commonwealth Pool in Edinburgh, Schotland.

## Programma
| 1 m plank (m)            |      | Goud |      |      |      |      |      |  |  |  |  |  |  |  |  |  |  |  |  |  |  |  |  |
| 3 m plank (m)            |      |      |      | Goud |      |      |      |  |  |  |  |  |  |  |  |  |  |  |  |  |  |  |  |
| 10 m toren (m)           |      |      |      |      |      |      | Goud |  |  |  |  |  |  |  |  |  |  |  |  |  |  |  |  |
| 3 m plank synchroon (m)  |      |      |      |      | Goud |      |      |  |  |  |  |  |  |  |  |  |  |  |  |  |  |  |  |
| 10 m toren synchroon (m) |      |      |      | Goud |      |      |      |  |  |  |  |  |  |  |  |  |  |  |  |  |  |  |  |
|                          |      |      |      |      |      |      |      |  |  |  |  |  |  |  |  |  |  |  |  |  |  |  |  |
| 1 m plank (v)            |      |      |      |      | Goud |      |      |  |  |  |  |  |  |  |  |  |  |  |  |  |  |  |  |
| 3 m plank (v)            |      |      |      |      |      | Goud |      |  |  |  |  |  |  |  |  |  |  |  |  |  |  |  |  |
| 10 m toren (v)           |      |      | Goud |      |      |      |      |  |  |  |  |  |  |  |  |  |  |  |  |  |  |  |  |
| 3 m plank synchroon (v)  |      |      |      |      |      |      | Goud |  |  |  |  |  |  |  |  |  |  |  |  |  |  |  |  |
| 10 m toren synchroon (v) |      | Goud |      |      |      |      |      |  |  |  |  |  |  |  |  |  |  |  |  |  |  |  |  |
|                          |      |      |      |      |      |      |      |  |  |  |  |  |  |  |  |  |  |  |  |  |  |  |  |
| 3 m plank synchroon (g)  |      |      | Goud |      |      |      |      |  |  |  |  |  |  |  |  |  |  |  |  |  |  |  |  |
| 10 m toren synchroon (g) |      |      |      |      |      | Goud |      |  |  |  |  |  |  |  |  |  |  |  |  |  |  |  |  |
| Landenwedstrijd          | Goud |      |      |      |      |      |      |  |  |  |  |  |  |  |  |  |  |  |  |  |  |  |  |
| Totaal                   | 1    | 2    | 2    | 2    | 2    | 2    | 2    |  |  |  |  |  |  |  |  |  |  |  |  |  |  |  |  |

## Medailles

### Mannen
| Onderdeel   | Goud                                     | Goud        | Zilver                                          | Zilver      | Brons                                     | Brons       |
| Individueel | Individueel                              | Individueel | Individueel                                     | Individueel | Individueel                               | Individueel |
| ----------- | ---------------------------------------- | ----------- | ----------------------------------------------- | ----------- | ----------------------------------------- | ----------- |
| 1 m plank   | Jack Laugher                             | 414,60      | Giovanni Tocci                                  | 401,10      | James Heatly                              | 391,70      |
| 3 m plank   | Jack Laugher                             | 525,95      | Ilia Zakharov                                   | 519,05      | Evgeny Kuznetsov                          | 508,05      |
| 10 m toren  | Aleksandr Bondar                         | 542,05      | Nikita Shleikher                                | 481,15      | Benjamin Auffret                          | 480,60      |
| Synchroon   |                                          |             |                                                 |             |                                           |             |
| 3 m plank   | Rusland Evgeny Kuznetsov Ilia Zakharov   | 431,16      | Verenigd Koninkrijk Jack Laugher Chris Mears    | 430,62      | Duitsland Patrick Hausding Lars Rüdiger   | 394,77      |
| 10 m toren  | Rusland Aleksandr Bondar Viktor Minibaev | 423,12      | Verenigd Koninkrijk Matthew Dixon Noah Williams | 399,90      | Armenië Vladimir Harutyunyan Lev Sargsyan | 396,84      |

### Vrouwen
| Onderdeel   | Goud                                        | Goud        | Zilver                                        | Zilver      | Brons                                     | Brons       |
| Individueel | Individueel                                 | Individueel | Individueel                                   | Individueel | Individueel                               | Individueel |
| ----------- | ------------------------------------------- | ----------- | --------------------------------------------- | ----------- | ----------------------------------------- | ----------- |
| 1 m plank   | Maria Poliakova                             | 285,55      | Nadezhda Bazhina                              | 276,00      | Elena Bertocchi                           | 271,25      |
| 3 m plank   | Grace Reid                                  | 329,40      | Alicia Blagg                                  | 327,70      | Tina Punzel                               | 324,65      |
| 10 m toren  | Celine van Duijn                            | 319,10      | Noemi Batki                                   | 315,00      | Maria Kurjo                               | 308,15      |
| Synchroon   |                                             |             |                                               |             |                                           |             |
| 3 m plank   | Italië Elena Bertocchi Chiara Pellacani     | 289,26      | Duitsland Lena Hentschel Tina Punzel          | 286,80      | Rusland Nadezhda Bazhina Kristina Ilinykh | 282,90      |
| 10 m toren  | Verenigd Koninkrijk Eden Cheng Lois Toulson | 289,74      | Rusland Ekaterina Beliaeva Iuliia Timoshinina | 288,60      | Duitsland Maria Kurjo Elena Wassen        | 284,64      |

### Gemengd
| Onderdeel            | Goud                                       | Goud   | Zilver                                       | Zilver | Brons                                         | Brons  |
| -------------------- | ------------------------------------------ | ------ | -------------------------------------------- | ------ | --------------------------------------------- | ------ |
| 3 m plank synchroon  | Duitsland Tina Punzel Lou Massenberg       | 313,50 | Verenigd Koninkrijk Grace Reid Ross Haslam   | 308,67 | Oekraïne Viktoriya Kesar Stanislav Oliferchyk | 291,81 |
| 10 m toren synchroon | Rusland Nikita Shleikher Yulia Timoshinina | 309,63 | Verenigd Koninkrijk Matthew Lee Lois Toulson | 307,80 | Duitsland Florian Fandler Christina Wassen    | 278,64 |
| Landenwedstrijd      | Oekraïne Oleh Kolodiy Sofiya Lyskun        | 355,90 | Duitsland Lou Massenberg Maria Kurjo         | 352,60 | Rusland Yulia Timoshinina Evgeny Kuznetsov    | 349,55 |

### Medaillespiegel
| Plaats | Land                | Goud | Zilver | Brons | Totaal |
| 1      | Rusland             | 5    | 4      | 3     | 12     |
| 2      | Verenigd Koninkrijk | 4    | 5      | 1     | 10     |
| 3      | Duitsland           | 1    | 2      | 5     | 8      |
| 4      | Italië              | 1    | 2      | 1     | 4      |
| 5      | Oekraïne            | 1    | 0      | 1     | 2      |
| 6      | Nederland           | 1    | 0      | 0     | 1      |
| 7      | Armenië             | 0    | 0      | 1     | 1      |
| 7      | Frankrijk           | 0    | 0      | 1     | 1      |
| Totaal | Totaal              | 13   | 13     | 13    | 39     |